# Мішкино (Гірськомарійський район)
Мі́шкино (рос. Мишкино, марій. Мишкансола) — присілок у складі Гірськомарійського району Марій Ел, Росія. Входить до складу Усолинського сільського поселення.

## Населення
Населення — 51 особа (2010; 73 у 2002).
Національний склад (станом на 2002 рік):
- гірські марійці — 92 %